# Sugar Hill (Manhattan)
Sugar Hill es un barrio localizado en la parte norte de Hamilton Heights, en la cual es un sub-barrio de Harlem, un barrio de la Ciudad de Nueva York en el borough de Manhattan. El barrio limita con la Calle 155 al norte, la Calle 145 al sur, la Avenida Edgecombe al este, y la Avenida Ámsterdam al oeste. El nombre data desde los años 1920s, cuando el área se convirtió en un popular destino para los adinerados afroamericanos.
Sugar Hill fue también un distrito municipal histórico del New York City Landmarks Preservation Commission en 2000. También se encuentra en el Registro Nacional de Lugares Históricos.